# Pezichthys compressus
Pezichthys compressus är en fiskart som beskrevs av Last och Gledhill 2009. Pezichthys compressus ingår i släktet Pezichthys och familjen Brachionichthyidae. Inga underarter finns listade i Catalogue of Life.